# 汤姆·布朗
汤姆·布朗（英語：Tom Brown，1922年9月26日—2011年10月27日），美国前男子网球运动员。他曾获得温布尔登网球锦标赛男子双打冠军、混合双打冠军、美国网球公开赛混合双打冠军。